# Bryssina
Bryssina (russisch Брысина) ist ein Dorf (derewnja) in der Oblast Kursk in Russland. Es gehört zum Rajon Chomutowka und zur Landgemeinde (selskoje posselenije) Petrowski selsowjet.

## Geographie
Der Ort liegt gut 102 Kilometer Luftlinie nordwestlich des Oblastverwaltungszentrums Kursk im südwestlichen Teil der Mittelrussischen Platte, 14,5 Kilometer südöstlich des Rajonverwaltungszentrums Chomutowka, 1 Kilometer vom Sitz des Dorfsowjet – Pody, 21 Kilometer von der Grenze zwischen Russland und der Ukraine, am Fluss Pody (Nebenfluss der Suchaja Amonka im Becken des Seim).

### Klima
Das Klima im Ort ist wie im Rest des Rajons kalt und gemäßigt. Es gibt während des Jahres eine erhebliche Niederschlagsmenge. Dfb lautet die Klassifikation des Klimas nach Köppen und Geiger.

## Bevölkerungsentwicklung
| Jahr | Einwohner |
| ---- | --------- |
| 2002 | 49        |
| 2010 | 35        |

Anmerkung: Volkszählungsdaten

## Verkehr
Bryssina liegt 18,5 Kilometer von der Fernstraße föderaler Bedeutung M3 Ukraina (Moskau – Kaluga – Brjansk – Grenze zur Ukraine), 16 Kilometer von der Straße A142 (Trosna – M3 Ukraina), 7 Kilometer von der Straße regionaler Bedeutung 38K-040 (Chomutowka – Rylsk – Gluschkowo – Tjotkino – Grenze zur Ukraine), 500 Meter von der Straße interkommunaler Bedeutung 38N-708 (38-040 – Pody – Petrowskoje) und 34 Kilometer von der nächsten Eisenbahnhaltestelle 536 km (Eisenbahnstrecke Nawlja – Lgow-Kijewskij) entfernt.
Der Ort liegt 187 Kilometer vom internationalen Flughafen von Belgorod entfernt.